# Badrinathpuri
Badrinathpuri là một thị xã và là một nagar panchayat của quận Chamoli thuộc bang Uttaranchal, Ấn Độ.

## Nhân khẩu
Theo điều tra dân số năm 2001 của Ấn Độ, Badrinathpuri có dân số 841 người. Phái nam chiếm 65% tổng số dân và phái nữ chiếm 35%. Badrinathpuri có tỷ lệ 85% biết đọc biết viết, cao hơn tỷ lệ trung bình toàn quốc là 59,5%: tỷ lệ cho phái nam là 92%, và tỷ lệ cho phái nữ là 72%. Tại Badrinathpuri, 9% dân số nhỏ hơn 6 tuổi.